# Mil Mi-17

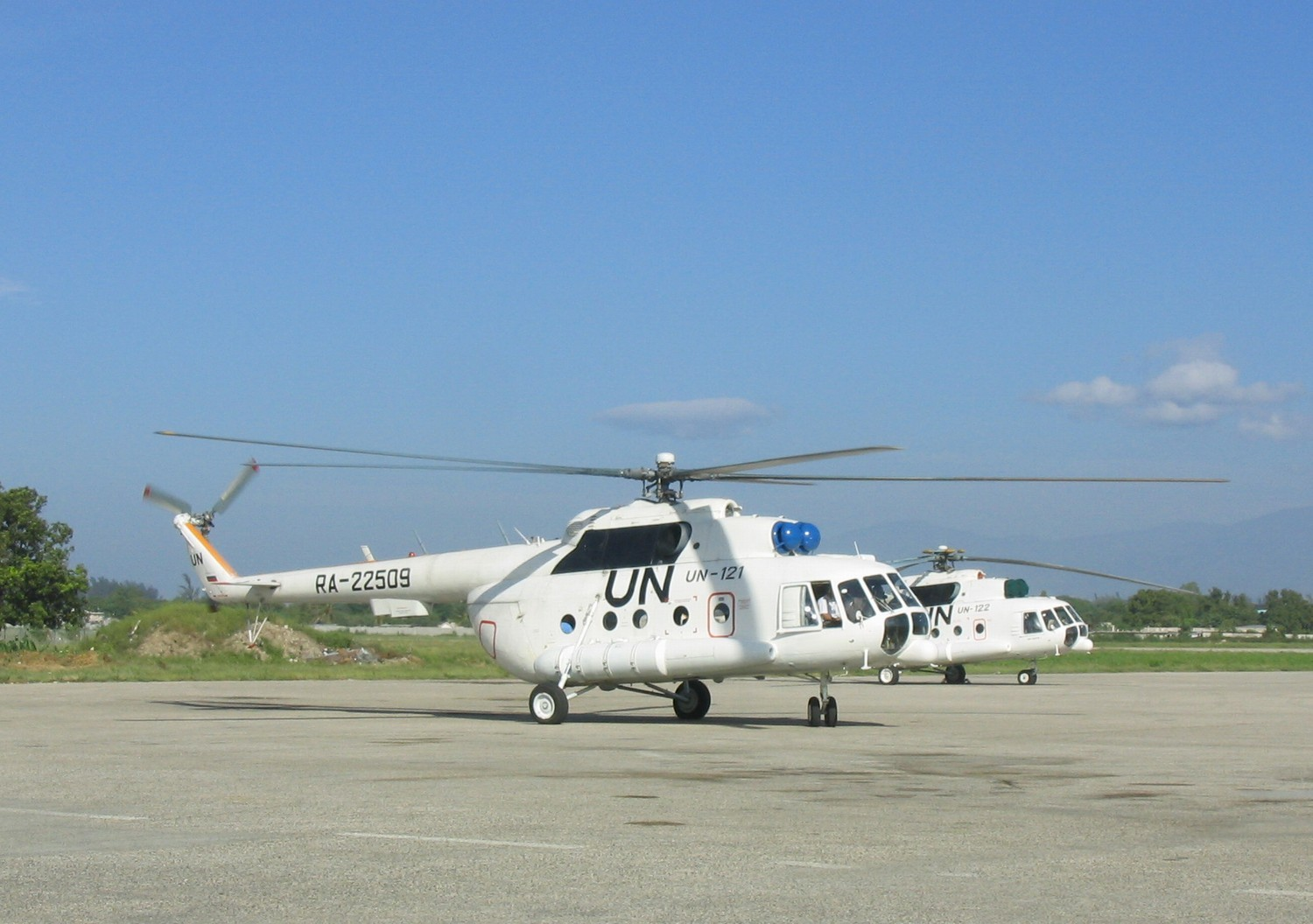
Mil Mi-17

De Mil Mi-17 (NAVO-codenaam Hip-H) is een Russische helikopter die wordt gebouwd in twee fabrieken in Kazan en Ulan-Ude. 
De Mi-17 is ontwikkeld uit de standaard Mi-8-romp, maar dan met de grotere TV3-117MT-motoren, rotors en transmissie ontwikkeld voor de Mi-14, samen met enkele aanpassingen aan de romp voor zwaardere lasten. 
De aanduiding "Mi-17" is bedoeld voor de export, het Russische leger noemt hem "Mi-8MT". De Mi-17 is herkenbaar aan de staartrotor die aan de bakboordzijde zit in plaats van de stuurboordzijde en stofkappen voor de inlaat van de motoren. De motorinlaten zitten verder naar achter dan bij de Mi-8, waardoor ze niet zo ver over de cockpit uitsteken. 

## Specificaties
- Bemanning: 3: piloot, copiloot en engineer
- Capaciteit: 32 militairen, 12 brancards, of 4.000 kg aan vracht
- Lengte: 18,42 m
- Rotor diameter: 21,352 m
- Hoogte: 4,76 m
- Leeggewicht: 7.100 kg
- Max takeoff gewicht: 13.000 kg
- Motoren: 2× Klimov TV3-117VM turboshafts, met elk 1,450 kW
- Max snelheid: 250 km/h
- Plafond: 6.000 m
- Actieradius: 950 km